# Johann Vogt (Augustiner)
Johann Vogt (auch Johannes Vogt oder Johann von Eisleben; * um 1455; † Ende 1524 oder 1525) war ein Augustiner-Eremit. Er war Provinzialvikar für Sachsen und Thüringen und Prior des Klosters Magdeburg.

## Leben
Johann Vogt stammte aus Eisleben oder dessen Umgebung. 1471 immatrikulierte er sich an der Universität Leipzig und erwarb dort den Grad eines Baccalaureus.
Danach ging er in das Augustinerkloster Nürnberg, aus dem von 1488/89 ein Schreiben an den Ordensgeneral erhalten ist, der beliebte Prediger möge doch in der Stadt bleiben und nicht versetzt werden.
1503 wurde Johann Vogt erstmals als Provinzialvikar für Sachsen und Thüringen erwähnt, 1504 erneut. 1505 wurde er mit Johannes von Paltzer zu den Herzögen von Mecklenburg geschickt, um den Bau eines Augustinerklosters in Sternberg zu verhandeln. In jenem Jahr sollte er auch dem Kapitel des Ordens in Mühlheim als einer der Leiter vorstehen.
Ende des Jahres wurde er als Professor der Theologie und Mitglied des Magdeburger Augustinerklosters bezeichnet, als er sich an der Universität Wittenberg immatrikulierte.
1509 wurde Vogt aus Magdeburg nach Wittenberg berufen, um die Promotion von Wolfgang Ostermayer zum Doktor der Theologie zu vollziehen.
1512 wurde Johann Vogt erneut als Provinzialvikar erwähnt, als er in Zerbst für die dortigen Bettelklöster vor Ort war.
1516 war er Prior des Magdeburger Augustinerklosters.
Von 1520 ist ein Brief Martin Luthers an ihn erhalten, in dem er als altersschwach bezeichnet wurde. Trotzdem predigte er spätestens 1524 die reformatorischen Ideen nach einem Besuch Luthers in Magdeburg. Am Ende des Jahres überließ er das Kloster dem Rat der Altstadt zur Auflösung. Vor dem 5. November 1525 starb Johann Vogt.